# Alfred Meebold
Alfred Karl Meebold (* 29. September 1863 in Heidenheim an der Brenz; † 6. Januar 1952 in Havelock North, Neuseeland) war ein deutscher Botaniker, Schriftsteller und Anthroposoph.

## Leben
Alfred Meebold wurde in Heidenheim an der Brenz, Württemberg geboren.
Er kam zur Abrundung seiner Ausbildung nach Lausanne und nach England. Lediglich während bis kurz nach dem Ersten Weltkrieg hat er sich, in schwerer Zeit, der väterlichen Firma, der Württembergischen Cattunmanufactur (WCM), gewidmet. Als er wieder entbehrlich schien, reiste er wieder.
Mit 40 Jahren kam der Schwabe zu Rudolf Steiner. Längere Zeit finden wir ihn unter den Rudolf Steiner Nachreisenden, um dessen Vorträge und Vortragszyklen hören zu können. Alfred Meebold verfügte über eine umfassende Bildung. Er war ein emsiger Schriftsteller, der vorwiegend Romane und Erzählungen verfasste. Vor allem sein Buch Indien (1907) fand weite Beachtung. Er reiste viel auch nach Übersee (Indien, Australien, Ozeanien, Südafrika, Nordamerika etc.) und sammelte Pflanzen für wissenschaftliche Institutionen. Zwei von ihm gefundene neue Pflanzengattungen vom Himalaja und aus Western Australia tragen seinen Namen. Umfangreiche Sammlungen von ihm gingen nach München (Botanische Staatssammlung über 20.000 Belege) und Berlin (Botanisches Museum Botanischer Garten, meist zerstört).
In der Heidenheimer Zeit hat er für die Anthroposophie und die Dreigliederung in seiner Heimatstadt einen großen Menschenkreis erreicht; vor allem auch in der Arbeiterschaft bis hin nach Göppingen, Geislingen an der Steige und Ulm.
75-jährig verließ er die Heimat nochmals, um Freunde in Neuseeland zu besuchen. Seine Rückkehr nach Deutschland wurde durch den Kriegsausbruch unterbrochen. Sechs Jahre lebte er so auf Hawaii. Im Jahre 1946 ging er abermals nach Neuseeland. Dort beschloss er in Havelock North 1952 sein Leben.

## Werke
- Das Erwachen der Seele (München, 1907, Piper)
- Sarolta (Berlin-Leipzig-Wien, 1908, Deutsches Haus)
- Indien (München, 1908, Piper)
- Der Weg zum Geist (München, 1917 und 1920, Piper)
- Irrmansdorf (Heidenheim, 1920; Basel, 1927)
- Der botanische Wandersmann (Ödenburg, 1920; 1931)
- Hotel Mooswald (Basel, 1928)
- Zwischen Elf und Engel (Ödenburg, 1933, Röttig-Romwalter)
- Kurs zur Einführung in die Anthroposophie Rudolf Steiners. 6 Vorträge in Wien, 1931. (Wien, 1936, Handschrift)